# Natalizumab
Natalizumab je humanizovaná monoklonální protilátka, která je antagonistou α4-integrinu. Používá se při léčbě roztroušené sklerózy a Crohnovy choroby. Vyráběn je farmaceutickými společnostmi Biogen Idec a Élan pod obchodním názvem Tysabri (dříve Antegren). Natalizumab se podává nitrožilně každých 28 dní. Lék má snižovat schopnost zánětlivých imunitních buněk pojit se a procházet buněčnými vrstvami sliznice střeva a hematoencefalickou bariérou (krevní bariéra mozku). Ukázal se jako účinný při léčbě symptomů obou nemocí; to se týká především předcházení relapsů, ztráty zraku, kognitivního poklesu a rovněž významně zlepšil kvalitu života pacientů s roztroušenou sklerózou, kde prodlužuje remise a předchází relapsům u Crohnovy choroby.
Podávání natalizumabu zvyšuje riziko výskytu progresivní multifokální leukoencefalopatie v prevalenci 1:1000.